# Novon-ku
Novon-ku (hangul:  노원구, handzsa:  蘆原區, RR: Nowon-gu) Szöul 25 kerületének egyike.

## Tongok(Dongok)
- Csunggje pon-tong (Junggye bon-dong) (중계본동, 中溪本洞)
- Csunggje-tong (Junggye-dong) (중계동, 中溪本洞) 1∼4
- Hagje-tong (Hagye-dong) (하계동, 下溪洞) 1, 2
- Kongnung-tong (Gongneung-dong) (공릉동, 孔陵洞) 1, 2
- Szanggje-tong (Sanggye-dong) (상계동, 上溪洞) 1~10
- Volgje-tong (Wolgye-dong) (월계동, 月溪洞) 1∼3